# Parakysis longirostris
Parakysis longirostris е вид лъчеперка от семейство Akysidae.

## Разпространение
Видът е разпространен в Индонезия, Малайзия и Сингапур.